# Hoikink
Hoikink was een havezate in de Nederlandse buurtschap Dulder, provincie Overijssel. De havezate is in 1810 afgebroken. Er zijn geen zichtbare restanten bewaard gebleven.

## Geschiedenis
In 1380 hield Geert Snoye de Hoykinchof in leen van de bisschop van Utrecht. Zijn familielid Johan Snoye erfde het goed in 1382 en zou het in 1433 overdragen aan Gese, de echtgenote van Herman van Heyden. Haar zonen Derk en Egbert van Heyden - die behoorden tot de ridderschap van Twente - erfden Hoikink. Herman van Heyden werd in 1489 met het goed beleend en verscheen in 1500 als riddermatige ter klaring in Vollenhove. Herman droeg het goed Hoikink in 1526 aan zijn oudste zoon Egbert van Heyden over, die het dezelfde dag nog aan zijn broer Wolter doorgaf.

### Tachtigjarige Oorlog
Volgens het testament van Wolter van Heyden kwam het goed Hoitink in 1574 toe aan zijn neef Johan van Hoevel. Deze Spaansgezinde edelman trouwde twee maal en overleed in 1618, waarna zijn zoon Wolter van Hoevel beleend werd met Hoikink.
Net als zijn vader Johan stond ook Wolter van Hoevel tijdens de Tachtigjarige Oorlog aan de zijde van de Spaanse koning. Hij deed zelfs mee aan de koninklijke landdagen te Oldenzaal. Omdat Wolter op deze landdagen was verschenen én katholiek was gebleven, werd hij in 1622 uitgesloten van deelname aan de Ridderschap van Overijssel. Met de overgang van Twente naar de Republiek in de jaren 20 was het dus ook afgelopen met Wolters politieke en bestuurlijke positie binnen Overijssel.

### Verkoop
Wolter van Hoevel huwde drie maal en met zijn laatste vrouw, Isabella Martinengo, woonde hij op Hoikink. Vanaf 1651 woonde zijn oudste zoon Thomas er ook, samen met diens kersverse echtgenote Geertruid van Bronckhorst. Wolter overleed in 1681, zijn echtgenote in 1711.
De laatste telg uit de familie Van Hoevel die de havezate Hoikink bezat was Hendrik Arnold van Hoevel, die in 1691 zijn overleden vader Thomas opvolgde. In 1710 werd de havezate verkocht.
De nieuwe eigenaar in 1710 was Hendrik Willem Briëlius, een advocaat uit Utrecht. Hij werd met Hoikink beleend maar verkocht de havezate een jaar later weer aan Hendrik Adolf Bentinck tot Schoonheten (†1734). Voor Hendrik was het bezit van een eigen havezate van groot belang: hij was sinds 1707 lid van de Ridderschap dankzij de havezate Schoonheten, maar toen zijn vader in 1710 overleed ging Schoonheten naar Hendriks broer Willem. Daardoor verloor Hendrik zijn lidmaatschap. Dankzij de aankoop van de havezate Hoikink kon hij nu echter opnieuw lid worden van de Ridderschap. Hij betaalde 25.000 gulden voor Hoikink, een bedrag dat waarschijnlijk te hoog was, want de havezate was helemaal niet zo veel waard. Deze prijs zal waarschijnlijk zijn bedongen omdat een havezate minstens 25.000 gulden waard moest zijn om lid te mogen worden van de Ridderschap. Overigens woonde Hendrik Adolf niet op Hoikink, maar verbleven hij en zijn vrouw op Schoonheten en het Nijenhuis. Hoikink bestond toen alleen nog uit een bouwhuis, want Hendrik Arnold van Hoevel had het hoofdgebouw reeds vóór 1710 afgebroken. Daarom verzocht Hendrik Adolf Bentinck om het haardstedengeld te mogen halveren, want hij betaalde voor zes haardplaatsen belasting en dat was te veel.

### Beverfeurde
Hendrik Adolfs oudste zoon Willem Bentinck (†1784) werd in 1746 beleend met Hoikink. Hij was lid van de Ridderschap en de Staten van Overijssel dankzij zijn bezit van de Rijssense havezate Beverfeurde. Hij liet in 1758 echter het recht van havezate verplaatsen van Beverfeurde naar Hoikink. Het is niet duidelijk waarom hij dat liet doen, want Hoikink was in feite altijd al een havezate geweest. Mogelijk was die status in twijfel getrokken omdat er sinds 1622 nauwelijks meer een eigenaar was verschreven in de Ridderschap namens Hoikink; de meeste eigenaren waren immers katholiek geweest en dus uitgesloten van dergelijke functies. Overigens kreeg Hoikink niet alleen een hernieuwde status als havezate, maar werd het voortaan ook wel aangeduid als Beverfeurde.

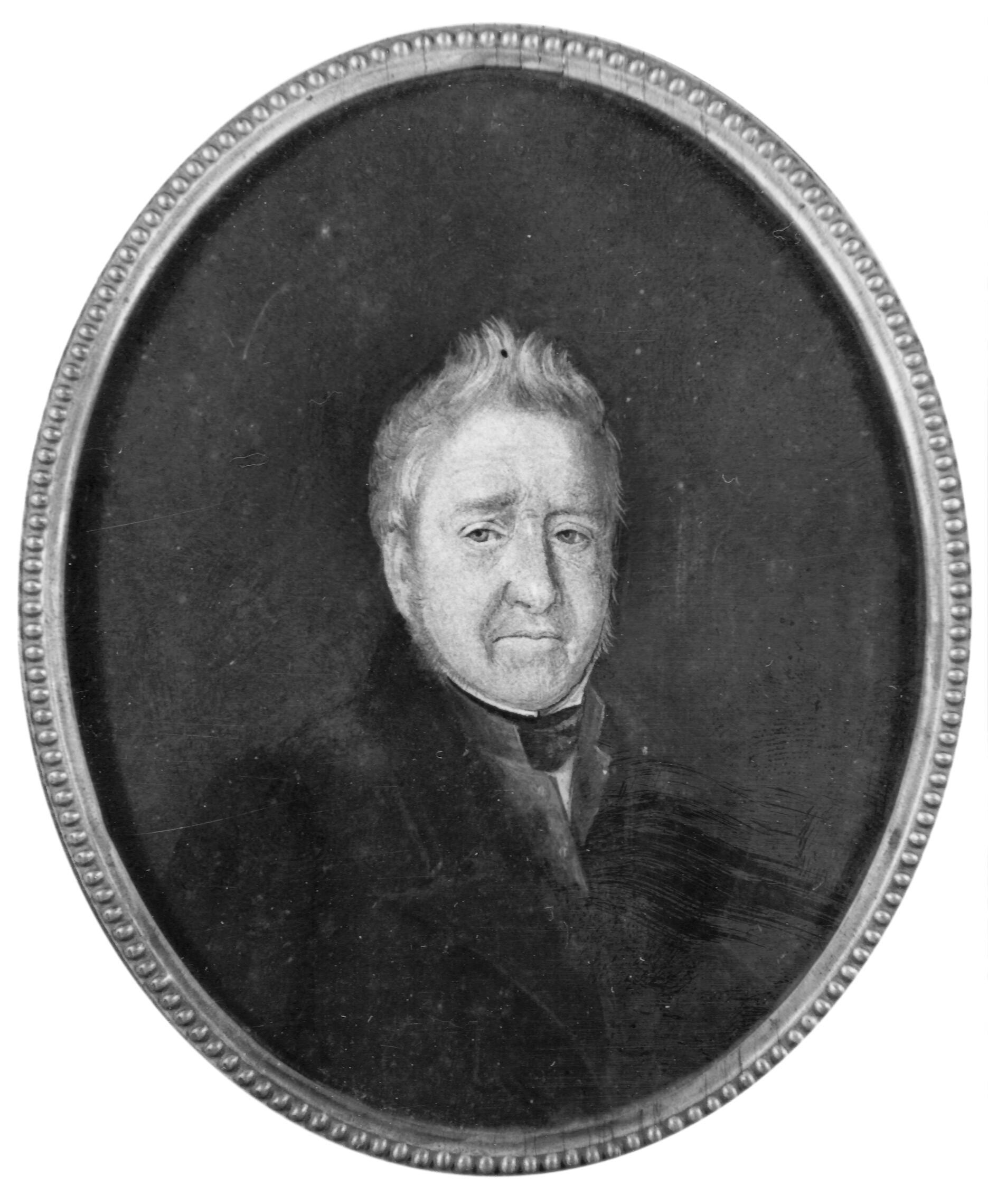
Adolf Carel Bentinck, eigenaar van Hoikink/Beverfeurde. Hij liet het huis afbreken.

Willem was waarschijnlijk ook degene die weer een nieuw, bescheiden herenhuis liet bouwen op het goed Hoikink. Hij woonde er overigens niet zelf: hij verbleef als militair meestal in Den Haag en vanaf 1775 op Nijenhuis te Wijhe. 

### Afbraak
Willems zoon Adolf Carel Bentinck (1764-1837) erfde Hoikink in 1784. Hij volgde een politieke carrière en was onder andere afgevaardigde naar de Staten-Generaal, lid van Gedeputeerde Staten van Overijssel en lid van de Tweede Kamer. Hij kreeg bij zijn eerste vrouw elf kinderen en uit de verhouding met zijn dienstmeid Hillegonda van Sichem nog eens negen kinderen. Hij zou in 1822 ook met Hillegonda trouwen. 
Het huis Hoikink heeft hij waarschijnlijk al in 1810 laten afbreken. Alleen het bouwhuis bleef bewaard. 

### Boerderij
Na Adolf Bentincks overlijden in 1837 werd Hoikink een jaar later door zijn erfgenamen publiekelijk verkocht. Jan Hendrik Hulshoff werd de nieuwe eigenaar. Na de dood van Jan Hendriks echtgenote in 1873 werd de erfenis verdeeld en zoon Gerhard Leonard Hulshoff kreeg onder andere het bouwhuis met de voormalige huisplaats toegewezen. Hij verkocht alles in 1880, waarbij het bouwhuis en de huisplaats door Evert Jan Dreteler werden aangekocht. Zijn nazaten bleven vervolgens in bezit van dit boerenerve, dat als Huitink (en later Hofboer) werd aangeduid. 
De voormalige huisplaats van de havezate was tot in de jaren 70 van de 20e eeuw nog herkenbaar als een omgracht, ovalen terrein. De grachten zijn in 1973 gedempt.

## Beschrijving
De oudste schriftelijke vermelding van Hoikink dateert uit 1475, waarbij het werd omschreven als een dienstmangoed dat vrij was van belasting. Hierdoor is het aannemelijk dat er op dat moment reeds een adellijke woning stond.

### Kasteel?
Mogelijk is de latere havezate vooraf gegaan door een middeleeuws kasteel. Op 350 meter van de huidige boerderij Hofboer zijn namelijk de contouren gevonden van een omgracht complex, bestaande uit een vierkante toren en een voorburcht. De toren stond op een afgeplatte heuvel. Het is niet bekend wanneer het kasteel is gebouwd en afgebroken.

### Havezate
De havezate Hoikink stond op een ovalen, omgracht terrein, ongeveer 100 meter ten noordwesten van de huidige boerderij Hofboer. Volgens het haardstedengeld van 1675 waren er op dat moment drie haardplaatsen in de havezate aanwezig, waardoor het als een relatief klein huis kan worden beschouwd. Zeven jaar later echter bleken er vijf haardplaatsen te zijn, wat er op wijst dat Hoikink in de tussentijd was vergroot en verbouwd. Hendrik Arnold van Hoevel heeft de havezate vóór 1710 afgebroken, want de nieuwe eigenaar Hendrik Adolf Bentinck gaf toen aan dat er nog slechts een bouwhuis stond. Dat bouwhuis was door Van Hoevel nog wel voorzien van een uitbouw.
Waarschijnlijk was het Willem Bentinck die rond 1758 een nieuw herenhuis bouwde. Het was een huis van één bouwlaag onder een zadeldak. Aan de linkerzijde van de dubbele voordeur waren twee kruisvensters aangebracht, aan de rechterzijde drie. Boven de voordeur was een dakkapel. Aan de linkerzijde van het huis stond het langgerekte bouwhuis. De havezate werd sindsdien aangeslagen voor vier haardplaatsen. Rond 1810 is het herenhuis weer afgebroken. 
Onderdeel van de havezate waren diverse goederen. In 1838 ging het om landerijen, drie boerenerven, vier katersteden en het plaatsje Wesselink. De katersteden Kooyker en Stokkingreef waren overigens gevestigd in het oude bouwhuis van de havezate. Ook dit bouwhuis is uiteindelijk verdwenen. 
Van de havezate zijn geen zichtbare restanten overgebleven. Alleen enkele beboomde lanen herinneren nog aan Hoikink.   
Den Aalshorst · Den Alerdinck · Huis Almelo · Arkelstein · Averbergen · Azoelen · Backenhagen · Bellinckhof · Den Berg · Huis Bergentheim · Beugelskamp · Beverfeurde · Blankena · Blokhuis · Hof te Boekelo · Borgbeuningen · Havezate Boskamp · Boxbergen · Borg Brammelo · Havezate Brecklenkamp · Bredenhorst · Buckhorst · Campherbeek · Colckhof · Den Dam · Huis Diepenheim · Dingshof · Dubbelink · Kasteel Eerde · Egede · Havezate Elsen · Everlo · Landgoed Frieswijk · Goor · Huis Gramsbergen · Grimberg · Grotenhuis · De Grote Weede · De Haere · Haerst · Hagmeule · Slot Hardenberg · Huis Heeckeren · Huis Hengelo · Herxen · Hofstede · Hogenhof · Hoikink · Hondeborg · Katenhorst · Kevelham · Kranenburg · Krijtenberg · De Kuile · Het Laar · Leemcule · Luttenberg · Mataram · Mennigjeshave · Nijenhuis (Diepenheim) · Nijenhuis (Olst-Wijhe) · Oldemeule · Oldenhof · Olidam · Oosterhof · Huis te Ootmarsum · Den Ordel · Pekkedam · Pothof · Rande · Kasteel Rechteren · Het Reelaer · Rhaan · Rutenberg · Huis Saasveld · Scherpenzeel · Havezate Schoonheten · Havezate Schuilenburg · Singraven · Stoevelaar · Kasteel Toutenburg · Twickel · Vechterweerd · Venebrugge · Kasteel Voorst · Kasteel de Waerdenborch · Warmelo · Weemselo · Wegdam · Weldam · Weleveld · Huis Werkeren · Westerflier · Westerveld · Wittenstein · Zuthem
Huis Almelo · Backenhagen · Bellinckhof · Beugelskamp · Beverfeurde · Hof te Boekelo · Borgbeuningen · Brecklenkamp · Huis Diepenheim · Dubbelink · Eeshof · Elsen · Everlo · Eversberg · Grimberg · Grotenhuis · Hagmeule · Heeckeren · Huis Hengelo · Herinckhave · Hoikink · Kevelham · Nijenhuis · Noorddeurningen · Oldemeule · Oldenhof · Olidam · Oosterhof · Huis te Ootmarsum · Pekkedam · Huis Saasveld · Scherpenzeel · Singraven · Stoevelaar · Twickel · Warmelo · Weemselo · Wegdam · Weldam · Weleveld · Westerflier · Woeste